# Djat'kovo
Djat'kovo (anche traslitterata come Djatkovo) è una città della Russia europea sudoccidentale (Oblast' di Brjansk), situata sul versante meridionale delle alture di Smolensk, 47 km a nord del capoluogo Brjansk; è il capoluogo amministrativo del distretto omonimo, sotto la cui giurisdizione è direttamente posta.

## Società

### Evoluzione demografica
Fonte: mojgorod.ru
- 1897: 3.800
- 1939: 17.300
- 1959: 19.400
- 1979: 31.700
- 1989: 34.400
- 2007: 33.100